# Bitwa o Cremonę
Bitwa o Cremonę (znana także jako wypad na Cremonę) – starcie zbrojne w Lombardii 1 lutego 1702 podczas wojny o sukcesję hiszpańską.

## Działania poprzedzające
Rozwój wydarzeń w trakcie kampanii w północnych Włoszech przybierał dla wojsk Ludwika XIV coraz bardziej niekorzystny charakter. Dwukrotne sukcesy Austriaków (pod Carpi i Chiari) przesądziły o defensywnych działaniach wojsk francusko-hiszpańsko-sabaudzkich. Po ustąpieniu z pola bitwy pod Chiari pokonany marszałek Villeroi bezczynnie zatrzymał się w obwarowanym obozie pod Urago d’Oglio, który zwinięto po ok. dwóch miesiącach (12 listopada), wycofując się za rzekę na zimowe leża nad Padem pod Cremoną.

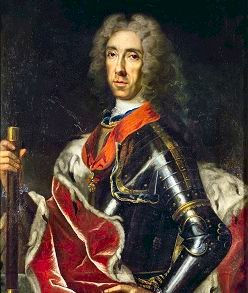
Książę Eugeniusz Sabaudzki

W rezultacie kolejnym celem operacyjnym księcia Eugeniusza Sabaudzkiego stało się to miasto. W pięć miesięcy po pokonaniu Francuzów pod Chiari przeszedł on do ofensywy, kierując teraz swe wojska na południe. Szansę opanowania miasta i cytadeli nad Padem stwarzał nocny atak z zaskoczenia, otwierający Austriakom możliwość uchwycenia przeprawy przez rzekę i rozbicia pozostałych wojsk nieprzyjaciela znajdujących się w polu.

## Bitwa

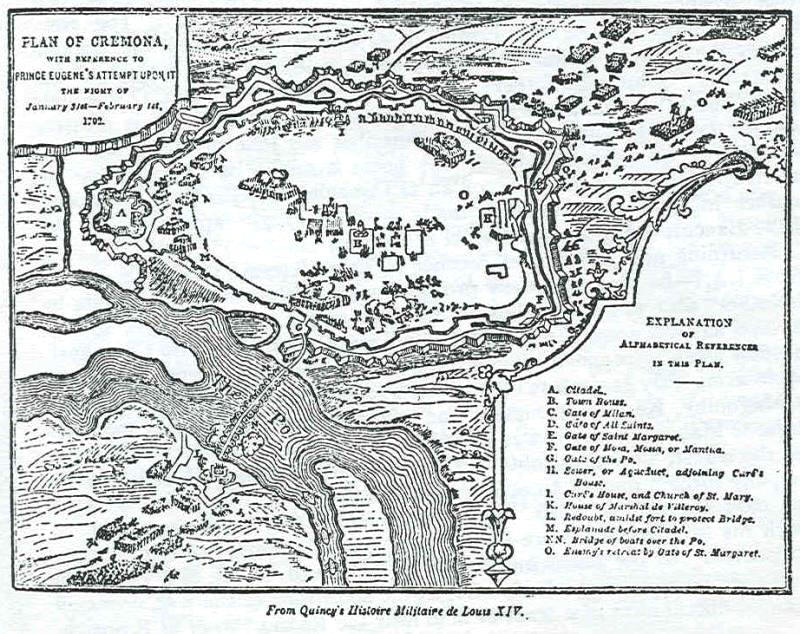
Plan sytuacyjny bitwy o Cremonę

W nocy z 31 stycznia na 1 lutego kilkusetosobowy oddział grenadierów skrycie wtargnął do miasta, wykorzystując w tym celu wskazany kanał kloaczny przebiegający pod domem miejscowego księdza sprzyjającego wojskom cesarskim. Następnie z pomocą saperów wybito przejście w zamurowanej północno-wschodniej Bramie św. Małgorzaty, i przez wyłom ten przedostały się kolejne oddziały Austriaków (głównie kawalerii). Miały one zająć centrum miasta i otworzyć południową Bramę Padańską innym cesarskim oddziałom pod dowództwem hr. de Vaudémont.
Niespodziewany opór atakującym stawił francuski regiment Royal-Vaisseaux, który zabarykadował też przyległe ulice i wezwał pomoc. Atakując z innej strony Austriacy otoczyli jednak część koszar, biorąc tam do niewoli liczne francuskie oddziały. Ofiarą napastników padło wielu żołnierzy zaskoczonych we śnie. Francuzom mimo to udało się ostatecznie skoncentrować rozproszonych i zorganizować obronę, stopniowo odzyskując teren; pułkowi Royal-Vaisseaux powiodło się nawet sforsowanie szańca wzniesionego przez nieprzyjaciół u wejścia do miasta, nieopodal wylotu podziemnego kanału.

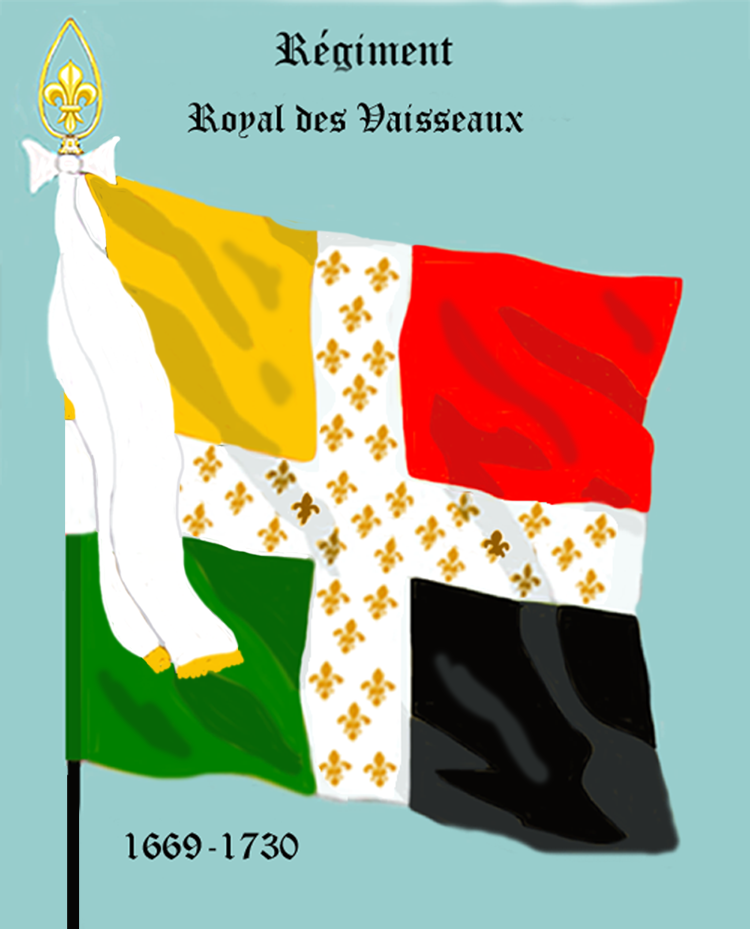
Ówczesny sztandar pułku Royal-Vaisseaux

Szczególnie zaciekły opór stawili żołnierze irlandzkiego regimentu Dillona broniący bramy nad Padem, wiodącej do mostu pontonowego przerzuconego przez rzekę i łączącego miasto z wojskami francuskimi obozującymi na zewnątrz. Dla powstrzymania przeciwnika nie cofnięto się przed prewencyjnym wysadzeniem początkowej części mostu za rzeką. Atakowi oparła się również miejska cytadela, której załogi nie zdołano zaskoczyć.
Plan wodza cesarskiego nie powiódł się w pełni ze względu na opóźnienie w nadejściu wspomagających oddziałów hr. de Vaudémont, mających do pokonania trudny teren. Po stratach poniesionych w walkach ulicznych i zawziętym boju o kościół, dodatkowo zagrożone zbliżającymi się wojskami francuskiej odsieczy – oddziały austriackie zmuszone były wycofać się z miasta przez wciąż obsadzoną Bramę św. Małgorzaty. Oprócz zagarniętej znacznej zdobyczy uprowadzono także 300 jeńców – wśród nich wyższych oficerów wraz z marszałkiem Villeroi, którego zaskoczono we własnej kwaterze. Straty Francuzów w tym boju wyniosły ok. 1000-1200 ludzi w zabitych i rannych, wojska cesarskie straciły nie więcej niż 500-550 żołnierzy.

## Podsumowanie
Książę Eugeniusz odniósł początkowy sukces działając z zaskoczenia i starannie przygotowując wypad na miasto. Nie osiągnął jednak zasadniczego celu wyprawy i choć ze zdobyczą, zmuszony został do wycofania się i chwilowej rezygnacji z dalszych śmiałych planów strategicznych w północnej Italii. Zaskoczeni znienacka Francuzi wykazali natomiast w boju opanowanie, energię i wytrwałość, czego wynagrodzeniem było obronienie Cremony. Wziętego do niewoli marszałka Villeroi jako zhańbionego i winnego zaniedbań, które pośrednio umożliwiły kolejny sukces Austriakom, zdjęto ze stanowiska głównodowodzącego armią francuską, na którym zastąpił go książę de Vendôme.
Podczas odwrotu Eugeniusz Sabaudzki zajął posterunki i magazyny nieprzyjacielskie nad Oglio, kierując się na Mantuę. Ponownie rozkładając się na zimowych kwaterach, otoczył to miasto, a 15-tysięczne posiłki jakie otrzymał, zajęły podmantuańską miejscowość Cerese.

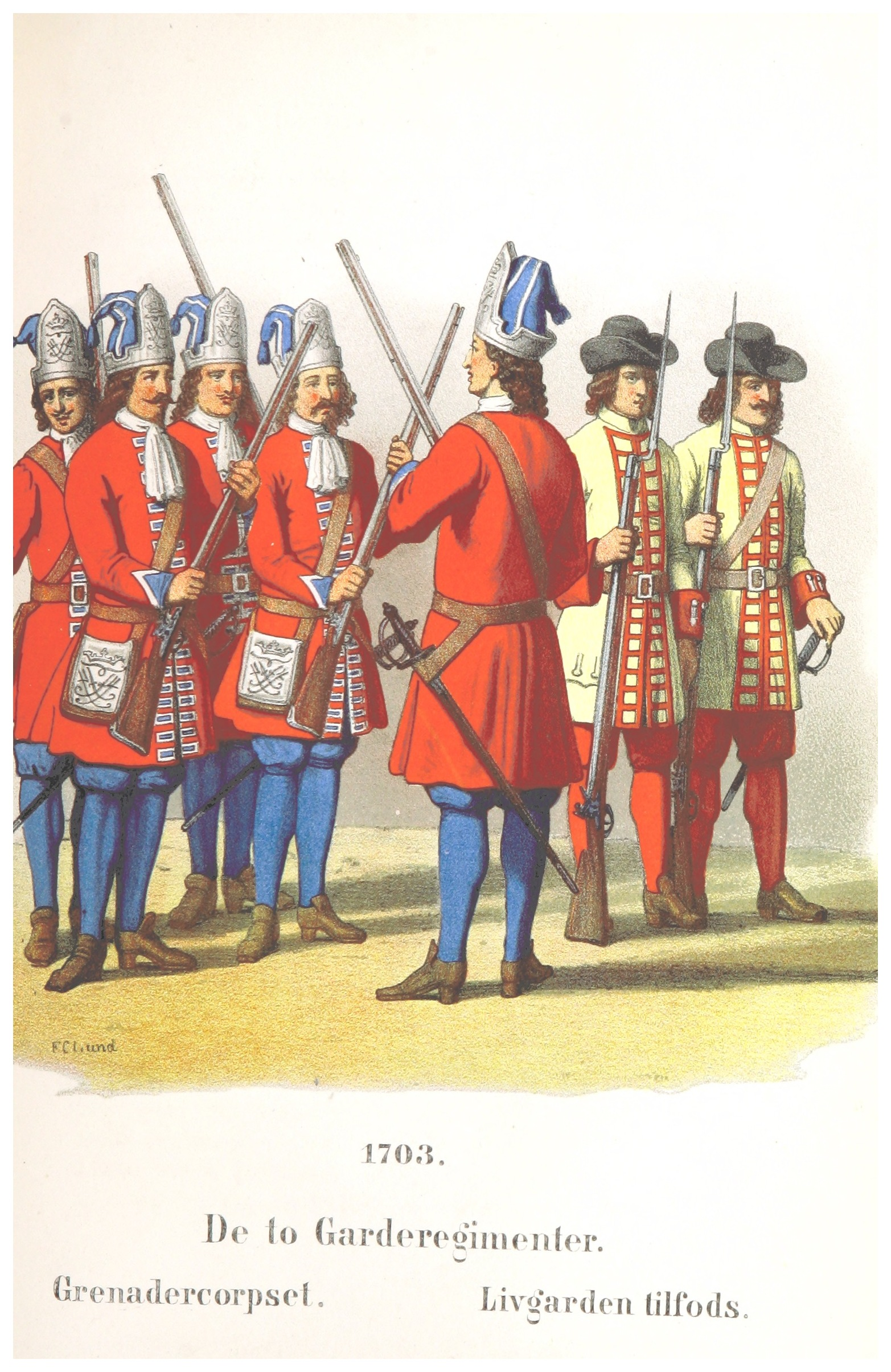
Duńscy grenadierzy z początku XVIII wieku